# سیلورادو (کالیفرنیا)
سیلورادو (به انگلیسی: Silverado) یک منطقهٔ مسکونی در ایالات متحده آمریکا است که در شهرستان اورنج، کالیفرنیا واقع شده‌است.